# Guioa hospita
Espèce
Statut de conservation UICN

 CR D : 
En danger critique
Guioa hospita est une espèce de plantes de la famille des Sapindaceae.

## Publication originale
- Botanische Jahrbücher für Systematik, Pflanzengeschichte und Pflanzengeographie 56: 281. 1920.